# Sundhausen (Gotha)

Logo von Sundhausen

Sundhausen ist ein Ortsteil der Kreis- und Residenzstadt Gotha.

## Lage
Sundhausen liegt etwa drei Kilometer südwestlich der Kernstadt von Gotha am Leinakanal. Durch das Dorf fließen der Windebach (entwässert die westlich des Ortes liegende, bis zu 353 m ü. NN reichende Anhöhe Großer Berlach) sowie der Sülzengraben, der Beetengraben und der Tiefenbachgraben, die sich zur Ratsrinne vereinigen, dem wichtigsten natürlichen Fließgewässer Gothas. Der Ort liegt an der Thüringer Bahn zwischen Eisenach und Erfurt. Zudem besitzt Sundhausen drei Haltestellen der Thüringer Waldbahn (TWSB). Durch die Ortslage verläuft die Landesstraße 1027 nach Gotha im Nordosten und Leina sowie Wahlwinkel im Südwesten, mit Anschluss an die Bundesautobahn 4, Anschlussstelle Gotha-Boxberg. Von der L 1027 zweigt zwischen Sundhausen und Leina die Kreisstraße 5 in Richtung Boxberg mit Galopprennbahn ab. Am westlichen Ortsrand befindet sich der Komplex des Kreiskrankenhauses (Helios Kliniken).

## Geschichte
Sundhausen wurde im Jahr 786 erstmals erwähnt. Im Mittelalter zählte der Ort zum Burgbezirk der Burg Tenneberg bei Waltershausen (Amt Tenneberg) und war Station an der wichtigen Handelsstraße (Schweinaer Straße), die über den Thüringer Wald bei Waltershausen und Schweina in Richtung Bad Salzungen führte.
Anfang April 1945 erschien in der damaligen E.-Zunkel-Straße (heute Friedensstraße) der erste amerikanische Panzer, der von einem Bewohner mit einer weißen Fahne begrüßt wurde.
Im Jahr 2011 wurde zum 1225-jährigen Ortsbestehen eine Festwoche veranstaltet.
Heute hat der Ortsteil eine Fläche von 11,94 km² sowie 1.576 Einwohner.

## Kultur und Sehenswürdigkeiten
Die St.-Nikolai-Kirche in Gotha-Sundhausen kann auf eine Geschichte bis hin in das Jahr 1730 zurückblicken. Sie wurde an der Stelle einer Vorgängerkirche errichtet, von der der heutige Turm übrig geblieben ist.
Auf dem Friedhof findet sich eine Kriegsgräberstätte (die man suchen muss): Fünf Männer und eine Frau starben in den Jahren 1942 bis 1947, für sie wurde je ein Grabstein gesetzt. In einem Gemeinschaftsgrab mit einem Grabstein wurden acht Soldaten beigesetzt: fünf kamen am 3. April 1945 ums Leben, einer am 31. März 1945 und zwei im "April 1945".

## Persönlichkeiten
- Johann Andreas Danz (1654–1727), lutherischer Theologe und Orientalist
- Johann Michael Heusinger (1690–1751), Theologe, Pädagoge und Heimatforscher
- Ferdinand Seyfarth (1818–1901), Landwirt und Mitglied des Deutschen Reichstags.
- Reiner Dennewitz (* 1937), deutscher Komponist